# Monarchenkongresse
Monarchenkongresse werden die vier Nachfolgekongresse zum Wiener Kongress (1814/15) zwischen 1818 und 1822 genannt, auf denen die Monarchen der Signatarstaaten der Heiligen Allianz unter Federführung des österreichischen Staatskanzlers Fürst Metternich über jeweils aktuelle Probleme berieten. Neben territorialen und Erbfolgefragen ging es dabei insbesondere um die Verhinderung eines Umsturzes der bestehenden außen- und innenpolitischen Ordnung, etwa durch Revolutionen und Unabhängigkeitsbewegungen, im Sinne der Restaurationspolitik des Vormärz.

## Liste der Kongresse
Die Monarchenkongresse und ihr jeweiliger Verhandlungsgegenstand waren im Einzelnen:
- der Aachener Kongress 1818: endgültige Regelung der Reparationszahlungen des besiegten Frankreich; Beitritt Frankreichs zur Heiligen Allianz; Bereinigung des bayerisch-badischen Grenzstreits zugunsten Badens.
- der Troppauer Fürstenkongress 1820: der Carbonari-Aufstand im Königreich beider Sizilien; die Spanische Revolution; die Liberale Revolution in Portugal.
- der Laibacher Kongress 1821: nochmals der neapolitanische sowie der sardisch-piemontesische Carbonari-Aufstand.
- der Veroneser Kongress 1822: die Griechische Revolution sowie die Französische Invasion in Spanien.

Die Verhandlungen der Kongresse sind im Einzelnen dokumentiert, die Daten der Zusammenkünfte sind auch kalendarisch erfasst.

## Ergebnisse
Grundsätzlich hatten die Monarchenkongresse das Ziel, im Sinne der Restauration alle konstitutionalistischen und demokratischen sowie auch nationalen Unabhängigkeits- (wie in Griechenland) und Einigungsbestrebungen (wie im Deutschen Bund und in den italienischen Staaten) in Europa zu unterdrücken und zu ersticken. Mit dieser dogmatischen Zielsetzung verbunden waren aber immer auch die territorialen und merkantilen Interessen der einzelnen beteiligten Staaten, insbesondere der vier Großmächte Russland, England, Österreich und Frankreich. 
Seit dem Troppauer Kongress 1820 kam es nach und nach zu entsprechenden Interessenkonflikten, insbesondere 
1. zwischen Frankreich und später auch England einerseits und Österreich andererseits in der italienischen Frage sowie
2. zwischen England und Russland in der orientalischen Frage.

Diese Interessenkonflikte führten insbesondere seit 1822 zur Distanzierung Englands von Russland und Österreich sowie auch Frankreich, das nach seiner Wiederaufnahme in die europäische Pentarchie nach der Niederlage von 1814/15 und der bourbonischen Restauration bis 1830 zum einen eine restaurativ-interventionistische Politik gegenüber den iberischen Staaten verfolgte, sich aber zum anderen in der orientalischen Frage aufgrund kolonialer Interessen gegen England stellte. 
In der italienischen Frage hatte Österreich, dessen Dynastie – die Habsburger – in drei souveränen italienischen Staaten sowie der österreichischen Provinz Lombardo-Venetien absolutistisch herrschte, anfangs England auf seiner Seite, lehnte sich aber nach dem Übergang der britischen Regierung von Lord Castlereagh auf George Canning im Jahr 1822, womit auch ein außenpolitischer Paradigmenwechsel vom Prinzip der Balance of power hin zum Selbstbestimmungsrecht der Völker verbunden war, enger an Russland an.

## Folgen
In letzter Konsequenz stellten sich die drei Gründungsstaaten der Heiligen Allianz: Russland, Österreich und das kolonial und außenpolitisch weitgehend uninteressierte Preußen, als ihr „harter Kern“ heraus, während (seit den 1820er Jahren) England und (seit der Julirevolution 1830) auch mehr und mehr Frankreich eine eigene Außenpolitik verfolgten, die nicht mehr am konservativen Dogma, sondern an eigenen Machtinteressen, aber auch humanitären Grundsätzen orientiert war. Die Heilige Allianz jener drei Gründungsstaaten wurde durch das gemeinschaftliche gegenrevolutionäre Vorgehen in der Revolution von 1848/49 nochmals zusammengeschweißt, bis sie im Krimkrieg 1853–1856 mit der Abwendung Österreichs von Russland endgültig zerbrach.